# Holger Birkedal

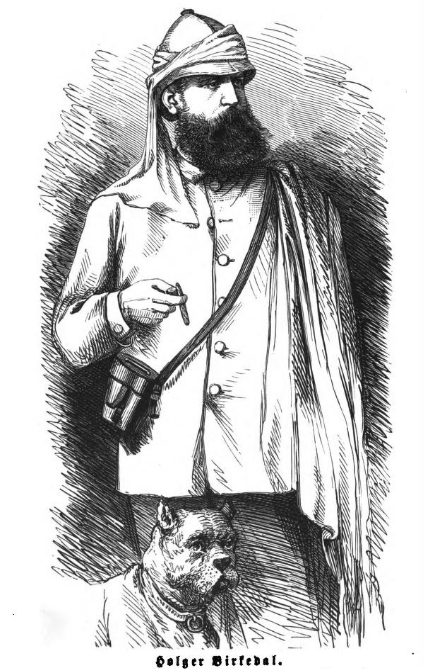
Holger Birkedal, como aparece en su obra [https://archive.org/details/peruboliviachil01birkgoog Peru - Bolivia - Chile, Krigen i Sydamerika

Holger Birkedal (Dinamarca, 28 de julio de 1848-ibídem, 14 de septiembre de 1908) fue un ingeniero danés que trabajó en Perú desde 1870 en diferentes obras y cooperó con el servicio secreto chileno en la Guerra del Pacífico a partir de 1875. En 1883 se radicó en Estados Unidos para trabajar como ingeniero, pero también publicar relatos sobre la guerra.
Su primera ocupación al llegar a Perú en 1870 fue el trazado de la línea férrea desde Pacasmayo a Cajamarca, al año siguiente fue responsable de las máquinas chancadoras de las oficinas salitreras de Tarapacá para, en 1872, volver al diseño de la línea del ferrocarril de Patillos a Lagunas. Ese mismo año implementó las obras de regadío en la Pampa del Tamarugal y dos años más tarde ocupó el cargo de ingeniero jefe en la The Guano Loading Co. para lo que debía viajar entre Lima y Huanillos, Pabellón de Pica y Punta Lobos. 
Guillermo Parvex sitúa su ingreso al servicio secreto chileno en el año 1875 con un salario exiguo de 20 pesos de la época,: 287-  el año en que fue contratado para la instalación de cañerías desde el pozo de Dolores hasta el puerto de Pisagua.
En vista de su enorme bagaje de conocimientos sobre la geografía de la zona y a solicitud de Joaquín Godoy Cruz viajó a Chile en 1876 para colaborar con la Servicio Hidrográfico y Oceanográfico de la Armada de Chile, en aquel entonces Oficina Hidrográfica, en la confección de mapas de navegación entre Caldera y Callao. Permaneció meses para aportar datos sobre líneas férreas, caminos, aguadas, topografía, etc, así como también sobre las defensas del Callao.
Fue nombrado Sargento mayor de ingenieros del Ejército de Chile y se le envió a Bolivia en 1880 para evaluar las posibilidades de una paz separada entre Chile y el país del altiplano.: 78  Pudo volver a Santiago a fines de 1881 y no se encuentran registros de otras actividades como agente chileno ya que probablemente sus servicios se extinguieron.
En 1883 se le encuentra en Chicago, Estados Unidos de América. Publicó sus experiencias en la guerra en un libro Perú, Bolivia, Chile: La Guerra en América del Sur, en la costa del Océano Pacífico, 1879-1881. Posteriormente, en 1885 y ya en San Francisco, trabajó como ingeniero y colaborador de la revista The Overland Monthly.
Regresó a Dinamarca en 1886, fundó una fundición y falleció en ese país en 1908 a sus 50 años.: 287–288 